# Nendaz
Nendaz is een plaats in Zwitserland. Het ligt in het kanton Wallis en maakt deel uit van het district Conthey. Nendaz telt 6.121 inwoners. Nendaz is een onderdeel can het grotere skigebied Les 4 Vallées.

## Etnologie
De Zwitserse etnologe Rose-Claire Schüle (1921-2015) voerde onderzoek naar het dialect en de etnologie van Nendaz.